# Institut Herzberg d'astrophysique
L'Institut Herzberg d'astrophysique du CNRC est un institut fédéral canadien de recherche en astronomie et en astrophysique. Il est formé en 1975 comme une constituante du Conseil national de recherches Canada (CNRC). D'abord situé à Ottawa, en Ontario, il est déménagé à Victoria (Colombie-Britannique) en 1995 dans les installations de l'observatoire fédéral d'astrophysique.
Son directeur actuel est Gregory Fahlman (en).

## Infrastructures
L'institut gère l'observatoire fédéral de radioastrophysique de Penticton (Colombie-Britannique) ainsi que le Canadian Astronomy Data Centre. Il gère également l'implication canadienne à l'observatoire Canada-France-Hawaï (dont notamment le relevé archéo-galactique pan-Andromède), à l'observatoire Gemini, au James Clerk Maxwell Telescope et au grand réseau d'antennes millimétrique/submillimétrique de l'Atacama.